# El día de la boda (película de 1968)
El día de la boda es una película de drama y romance mexicana de 1968, producida y escrita por Mario Zacarías, dirigida por René Cardona Jr. y protagonizada por Mauricio Garcés, Enrique Rambal, Elsa Aguirre, Lucy Gallardo y Antonio Badú. En la cual participan Amadee Chabot, Maura Monti, Irma Lozano, José Roberto Hill, Carlos East y Nora Larraga "Karla".
El día de la boda cuenta la historia de Ricardo (Enrique Rambal) y Adriana Mendoza (Lucy Gallardo), un matrimonio que pone mucho énfasis en seguir las normas morales de la época. Sin embargo, sus ideas se verán trastocadas al momento que Marta (Irma Lozano), su hija, resulta embarazada de su novio, Rubén (José Roberto Hill). La película describe muy bien la doble moral de los personajes, ya que los mejores amigos del matrimonio, Arturo (Antonio Badú) y Elena (Nadia Haro Oliva), así como Raúl (Mauricio Garcés) y Gilda (Elsa Aguirre) no cumplen con los estándares sociales. Arturo trata de seducir a Samantha (Maura Monti), la hija de un antiguo amigo, mientras que Raúl y Gilda llevan una relación abierta. A Raúl y Gilda no les preocupa el que dirán, sin embargo Gilda quiere que su hija, Andrea (Nora Larraga "Karla") tenga un matrimonio convencional.